# Natjni snatjala
Natjni snatjala (russisk: Начни сначала) er en sovjetisk spillefilm fra 1985 af Aleksandr Stefanovitj.

## Medvirkende
- Andrej Makarevitj som Nikolaj Kovaljov
- Marjana Polteva som Jelizaveta Vladimirovna
- Igor Skljar som Sergej Kholodkov
- Aleksandra Jakovleva som Lera
- Rolan Bykov som Zujev